# Julien Coudreuse
Julien Coudreuse est un homme politique français né le 26 février 1837 à La Flèche (Sarthe) et décédé le 27 novembre 1898 à Baugé (Maine-et-Loire).
Avocat à Angers de 1864 à 1869, il devient ensuite avoué à Baugé. Adjoint au maire de Baugé, il est député de Maine-et-Loire de 1891 à 1898, siégeant à gauche.

## Sources
- « Julien Coudreuse », dans le Dictionnaire des parlementaires français (1889-1940), sous la direction de Jean Jolly, PUF, 1960 [détail de l’édition]

- Ressource relative à la vie publique :   - Base Sycomore